# Тойбаев, Мырзабек Раевич
Мырзабек Раевич Тойбаев (кирг. Мырзабек Раевич Тойбаев; 25 января 1935, Талды-Булак, Киргизская АССР — 8 июня 2019, Бишкек) — советский киргизский писатель, редактор. Народный писатель Кыргызской Республики (2005).

## Биография
Родился в крестьянской семье. В 1952 г. окончил Алчалинскую среднюю школу.
В 1958 г. окончил факультет филологии Киргизского государственного университета, в 1968 г. — аспирантуру Института языка и литературы Академии наук Киргизской ССР. В 1970 году защитил кандидатскую диссертацию на тему: «Образ нового человека в киргизской драматургии».
Член КПСС с 1963 г., член Союза писателей СССР с 1967 г., член Союза журналистов СССР с 1965 г.
Трудовую деятельность начал в 1958 г. редактором радио, ответственным редактором студии Фрунзенского телевидения. С 1961 г. являлся заведующим отделом в редакции газеты «Кыргызстан пионери», с 1965 г. — заведующим отделом в редакции газеты «Кыргызстан маданияты».
В 1968—1971 гг. работал заведующим редакции культуры и искусства Киргизской советской энциклопедии,, с 1972 по 1976 г. — главный редактор репертуарно-редакционной коллегии Министерства культуры Киргизской ССР. В 1977—1979 гг. — директор Дома актеров, 1980—1985 гг. — литературный консультант Союза писателей, в 1993—2006 гг. — президент Ассоциации драматургов Кыргызстана, с 2006 г. — президент Ассамблеи деятелей культуры Кыргызской Республики.
С 2000 г. являлся членом правления и вице-президентом Общества дружбы «Кыргызстан-Россия».
В 1963 г. вышла в свет его первая книга «Доброта». В разные годы были опубликованы его книги «Белый хлопок» (1965), «Вместе с друзьями!» (1966), «Дружба» (1967), «Образ современников и сцена» (1968), «Время, личность, драма» (1970), «Невестка» (1973), «Жизнь, сцена, характеры» (1975), «Драмы и комедии» (1990), «Произведения» (1997), сборник произведений в 7 томах (2007). Среди других значимых произведений: «Непогасшая звезда» («Очпос жылдыз») о государственном и партийном деятеле Султане Ибраимове, «Первый бой» о полководце М. В. Фрунзе, «Московская сноха», «Жоронун жоруктары».
Его пьесы «Жаңы келин» («Невеста»), «Жоронун жоруктары» («Проделки Жоро») признаны произведениями киргизской классической драматургии.
Автор переводов на киргизский язык произведений Хамзы Хакимзаде Ниязи, С. Михалкова, А.Чехова, К.Мухаметжанова, Д. Исабекова, А.Абдугафурова, Петера Шута.
Также являлся автором популярной песни «Бишкегим», автор гимна города Токмок Чуйской области.

## Избранные произведения
на киргизском языке:
- «Мезгил, адам, драма». —Ф.: Кыргызстан, 1970. — 156 с. «Время, человек, драма».
- «Жаны келин»: Пьесалар. — Ф.: Кыргызстан, 1973. — 187 с. «Новая невеста».
- «Турмуш, сахна, мунез». — Ф.: Кыргызстан, 1975. — 158 с. «Жизнь, сцена, характер».
- «Пьесалар». — Ф.: Кыргызстан, 1977. — 191 с. «Пьесы».
- «Ыйык жол»: Пьесалар. — Ф.: Мектеп, 1978. — 222 с. «Священная дорога».
- «Ак жол»: Драмалар жана комедиялар. — Ф.: Кыргызстан, 1982. — 192 с. «Счастливого пути».
- «Пишпектин уулу»: Пьесалар. — Ф.: Мектеп, 1984. — 256 с. «Сын Пишпека».

на русском языке:
- «Московская сноха»: Комедия. — М.: ВУОАП, 1968. — 65 с.
- «Цветы полевые»: Лирическая комедия. — М.: ВУОАП, 1969. — 58 с.
- «Счастливого пути!»: Комедия. — М.: ВУОАП, 1980. — 71 с.
- «Моя звезда»: Пьесы. — М.: Сов. писатель, 1983. — 399 с.

## Награды и звания
- Народный писатель Кыргызской Республики (2005)
- Заслуженный деятель культуры Кыргызской Республики
- Отличник народного образования
- Медаль «Манас — 1000».